# Прапор Лоцманської Кам'янки
Пра́пор Лоцманської Кам'янки — один з офіційних символів району Лоцманська Кам'янка Соборного району Дніпра, затверджений 22 квітня 2000 р. рішенням сесії Соборної районної ради.
На синьому квадратному полотнищі зображені чотири покладені навхрест та переплетені лоцманські весла жовтого кольору, між якими розміщено дев'ять білих рівнобічних трикутників.
Автор — О. Ю. Потап.